# Gare de Ruffey
Gare de Ruffey – przystanek kolejowy w Ruffey-lès-Echirey, w departamencie Côte-d’Or, w regionie Burgundia-Franche-Comté, we Francji. Została oddana do użytku w 1872 roku przez Compagnie des chemins de fer de Paris à Lyon et à la Méditerranée (PLM).
Jest przystankiem SNCF, obsługiwaym przez pociągi TER Bourgogne.

## Położenie
Znajduje się na linii Dijon – Is-sur-Tille, w km 327,771; pomiędzy Dijon-Porte-Neuve i Bretigny - Norges.